# SK Babīte
SK Babīte is een Letse omnisportvereniging uit Piņķi, Babītes novads. 
De voetbalafdeling is het bekendst en die begon in 2015 in de 2. līga waar de club direct kampioen werd. In 2016 won Babīte met overmacht de 1. līga waardoor de club naar de Virslīga promoveerde. De club bereikte in het seizoen 2015/16 de kwartfinale van het toernooi om de Letse voetbalbeker. Op 30 januari 2017 kreeg Babīte van de bond een licentie voor de Virslīga. Omdat de club niet over een volledige jeugdacademie beschikte, werd een samenwerking aangegaan met FK Dinamo Riga en het eerste team zal als SK Babīte/Dinamo spelen. Ook het stadion in Piņķi voldeed niet aan de eisen van de bond waardoor het Skontostadion in Riga de thuisbasis werd. Eind juni 2017 werden de eerste twee team van Babīte door de Letse voetbalbond geschorst en uit alle uitslagen van het seizoen 2017 geschrapt. Tussen februari en mei 2017 had de bond zes meldingen van de UEFA gekregen over ongebruikelijk gokgedrag op wedstrijden van Babīte. De club mocht vanaf 2018 verder spelen in de 2. līga.